# Jaap van Opstal
Jacob (Jaap) van Opstal (Haarlem, 29 september 1913 – Catonsville, 11 november 1995) was een Nederlands klarinettist.

## Biografie
Hij was een zoon van Aagje Koekkoek en Antonius Augustinus Maria van Opstal. Vader was opperwachtmeester en trompettist met de artillerie. Hijzelf trouwde in 1943 met Engelina (Lieneke) van Leeuwen.
Zijn naam verscheen in 1935 voor het eerst in de Nederlandse pers. Hij gaf op 10 december een concert onder begeleiding van het Nederlands Kamerorkest onder leiding van Otto Glastra van Loon (Klarinetconcert van Ferruccio Busoni), waar zijn toon (nog) niet al te vast was. Het volgende jaar studeerde hij af bij Carel Oberstadt (piano) en Anton Heinrich Friedrich Witt (klarinet) aan het Haags Conservatorium op klarinet en piano. In seizoen 1936-1937 ving zijn baan als soloklarinettist bij het Residentie Orkest aan. Hij zou er regelmatig soloconcerten geven, onder andere in het Scheveningse Kurhaus. Tussen 1944 en 1947 (als opvolger van A. de Witt) gaf hij les aan het Rijks- en Haags Conservatorium, onder anderen aan Jaap Moelker, later klarinettist van het Concertgebouworkest. 
Hij was enkele jaren lid van het Residentie Orkest. In 1946 vertrok hij naar Zuid-Afrika om in Johannesburg in het Stedelijk Orkest Johannesburg te gaan spelen.In 1949 reisde RO-dirigent Frits Schuurman hem achterna om er te reorganiseren en te leiden.
In 1961 vertrok het echtpaar met drie kinderen naar Baltimore in de Verenigde Staten. Hij werd er docent en dirigent aan en voorzitter was van de afdeling muziek van het Baltimore Junior College, later omgedoopt in Baltimore City Community College. Hij hield ook lezingen over klassieke muziek via het radiostation WBJC (An hour with Jaap van Opstal). Ondertussen was zijn echtgenote betrokken bij de Baltimore City School Food Services met onder andere aandacht voor voedselvoorziening voor de arme bevolking van kleur in de stad.   
Het echtpaar woonde jarenlang in het bejaardencentrum Charlestown in Baltimore, waar Jaap van Opstal begon aan glas-in-loodkunst. Lieneke van Opstal bleef werken in het liefdadigheidscircuit.
Hij overleed in 1995 op 82-jarige leeftijd in Baltimore.

## Eerbetoon
Componist Hans Schouwman droeg twee werken aan hem op: Aubade en barcarolle voor klarinet en piano (1944) (deels ook aan zijn echtgenote Schouwman-Ravenswaay) en Trio voor piano, klarinet en fagot (1944).